# Рапп, Альберт
Альберт Кристиан Рапп (нем. Albert Christian Rapp; 16 ноября 1908, Шорндорф, Германская империя — 18 сентября 1975, Гогенасперг, ФРГ) — немецкий юрист, штандартенфюрер СС, командир зондеркоманды 7a в составе айнзацгруппы B.

## Биография
Альберт Рапп родился 16 ноября 1908 года в семье представителя торговой компании Иоганна Кристиана Раппа. В 1924 году закончил в своём родном городе реальное училище. С 1925 по 1926 год учился в Штутгартской высшей технической школе, получив специальность инженера-конструктора. В 1928 году получил аттестат зрелости в гимназии в Швебиш-Гмюнде. С 1928 по 1933 год изучал право в университетах Мюнхена и Тюбингена. В 1933 году в Тюбингене сдал первый государственный экзамен и после прохождения практики 10 июля 1936 года сдал второй государственный экзамен.
В 1924 году Рапп стал членом национал-социалистического «движения свободы» в Вюртемберге под руководством Кристиана Мергенталера, правой организации, которая позже объединилась с нацистской партией. В том же году вступил в фрайкора «Оберланд». 1 декабря 1931 года вступил в НСДАП (билет № 774433), а в октябре 1932 года — в Штурмовые отряды (СА).
1 июня 1936 года перешёл из СА в ряды СС (№ 280341), а также был принят в аппарт СД. Рапп стал начальником штаба секции СД «Баден» в Карлсруэ. В декабре 1937 года поступил на службу в секцию СД «Восток» в Берлине. Рапп возглавлял отдел, занимавшейся евреями, церковными делами и масонством. В апреле 1939 года женился на медсестре, в браке с которой родилось трое сыновей. В 1939 году был переведён в главное управление СД в Берлине. 30 января 1939 года получил звание штурмбаннфюрера СС.
В сентябре 1939 года в ходе польской кампании Рапп стал начальником отдела СД в штабе действующей айнзацгруппе VI, которой руководил Эрих Науман. В оккупированном городе Познань он возглавил главную секцию СД и был одним из организаторов депортации евреев и поляков с территории Вартеланда в польское генерал-губернаторство. По его собственным показаниям, в ноябре и декабре 1939 года около 80 000 человек, включая 10 000 евреев, в товарных вагонах были отправлены в генерал-губернаторство. С апреля 1940 года возглавлял главную секцию СД «Юг» в Мюнхене. 30 января 1941 года получил звание оберштурмбаннфюрера СС.
В феврале 1942 года в качестве преемника Ойгена Штаймле стал начальником зондеркоманды 7a, входившей в состав айнзацгруппы B. 2 марта 1942 года в Мглине по приказу Раппа было расстреляно 200 евреев. Кроме того, по его приказу были уничтожены 40 душевнобольных людей в Трубчевске. С 6 по 30 марта в Клинцах зондеркомандой было ликвидировано 1657 человек: 1585 евреев, 45 цыган, 27 партизан и коммунистов. В конце апреля 1942 года зондеркоманда выдвинулась в тыл 9-й армии вермахта и расположилась в Сычёвке. Там зондеркоманда совершила 124 убийства, евреев, цыган, душевно больных, коммунистов, партизан и их помощников. Общей счёт убитых подразделением достиг 6281 человек. Во второй половине сентября 1942 года зондеркоманда выезжала для совершения 89 карательных операций. С середины ноября и до середины декабря 1942 года было сообщено о 160 казнях: 14 евреев, 97 партизан, 5 душевнобольных и 44 других «врагов рейха». Таким образом, общий счёт убитых достиг 6788 человек. 28 января 1943 года был ранен в бою с партизанами в деревне Горюны. В 1943 году против Раппа было проведено служебное расследование, поскольку в Сычевке он в состоянии алкогольного опьянения начал стрелять в здание, где располагалась зондеркоманда. В качестве дисциплинарного взыскания ему было назначено 14 дней домашнего ареста, но оно так и не было исполнено до конца войны.
С марта 1944 года был инспектором полиции безопасности и СД в Брауншвейге. С 1 ноября 1944 и до весны 1945 года был руководителем разведывательного управления VI C в главном управлении имперской безопасности (РСХА) и стал последним руководителем Организации Цеппелин. 20 апреля 1945 года был произведён в штандартенфюреры СС. В ходе битвы за Берлин Рапп вместе с другими сотрудниками РСХА под руководством Олендорфа Отта бежал во Фленсбург.

### После войны
По окончании войны Рапп скрылся и получил фальшивые документы на имя Альфреда Рупперта. Он поддерживал связь с женой через свою бывшую секретаршу. До 1948 года работал в сельском хозяйстве в Фердене. С 1950 года работал в одном из издательств в Эссене. Рапп стал редактором в газете Der Innenarchitekt и работал консультантом в союзе немецких архитекторов, а также был председателем совета директоров этого объединения.
В 1960 году прокурор Зихтинг из центрально-земельного управления юстиции в Людвигсбурге среди документов СС нашел сообщение зондеркоманды 7b в главное управление имперской безопасности, где было указано, что в марте 1942 года по приказу Альберта Раппа было убито 1657 человек, в результате чего было начато расследование. 21 февраля 1961 года Рапп был арестован в Эссене и помещён в следственный изолятор. 17 апреля 1963 года Рапп предпринял попытку самоубийства, но выжил. Судебное разбирательство было открыто 12 октября 1964 года. Бывшие служащие зондеркоманды 7a в своих показаниях говорили, что «прибытие Раппа зимой 1942 года послужило причиной проведения массовых расстрелов». 29 марта 1965 года суд присяжных в Эссене приговорил Раппа по обвинению в пособничестве в убийстве 1180 человек к пожизненному заключению. Суд нашёл в преступлениях Раппа личную инициативу и проявленное рвение в истреблении еврейского населения. Кассационная жалоба со стороны его адвоката была отклонена федеральным верховным судом ФРГ 1 июля 1966 года, и приговор вступил в законную силу. В 1975 году Рапп умер в заключении.